# Nikolaus Brender

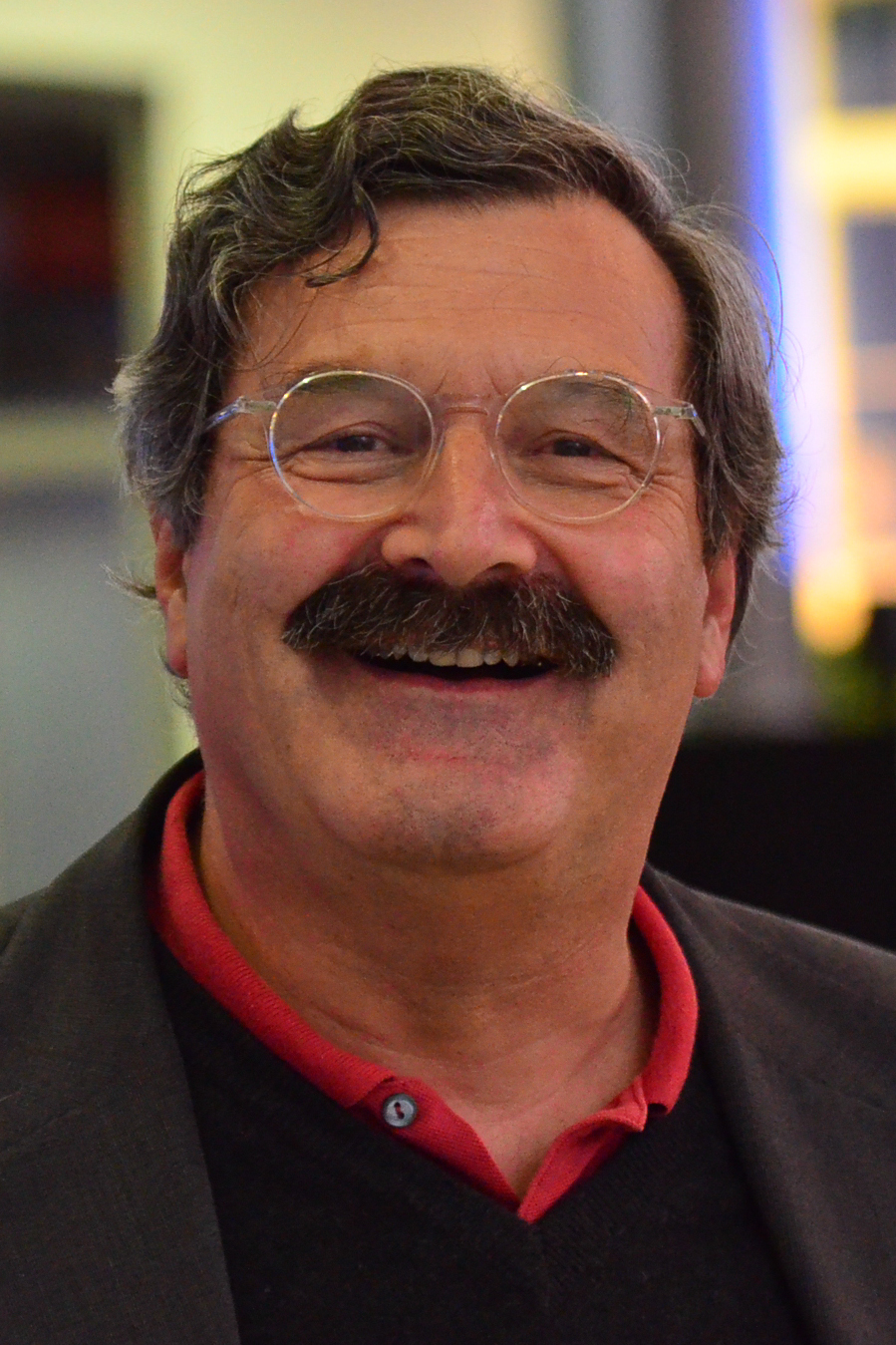
Nikolaus Brender (2013)

Nikolaus Brender (ur. 24 stycznia 1949 we Fryburgu Bryzgowijskim) – niemiecki dziennikarz, pracownik niemieckiej stacji ZDF.
Po nauce w szkole Kolleg St. Blasien (1955–1969) studiował prawo i nauki polityczne na uniwersytetach we Fryburgu Bryzgowijskim, Monachium i Hamburgu, w 1978 roku zdał pierwszy egzamin państwowy na prawo. Jest członkiem K.D.St.V. Aenania Monachium.
Od 1978 pracuje jako dziennikarz, najpierw w gazecie Südwestfunk (do 1982) i Die Zeit (do 1980), później w Tagesthemen. W latach 1984–1989 był korespondentem stacji ARD w Ameryce Południowej (mieszkał w Buenos Aires), potem do 1993 był kierownikiem ds. zagranicy w WDR i prowadzącym programu Weltspiegel. W 1994 roku został redaktorem naczelnym ds. polityki w WDR. Od 1 kwietnia 2000 do marca 2010 był redaktorem naczelnym ZDF.
W 1988 roku został uhonorowany nagrodą im. Adolfa Grimme, a w 1990 otrzymał nagrodę Bayerischer Fernsehpreis.